# Myoporaceae
Famille
Classification APG II (2003)
Classification APG III (2009)
La famille des Myoporacées regroupe des plantes dicotylédones. Selon Watson & Dallwitz elle comprend 90 espèces réparties en 4-7 genres :
- Bontia, Eremophila, Myoporum, Oftia(?), Pholidia, Ranopisoa, Spielmannia(?)

Ce sont des arbustes à feuilles caduques, des régions tempérées à tropicales, originaires d'Australie, d'Océanie, d'Asie ou d'Amérique.
La famille était acceptée par la classification APG (1998) mais n'existe plus en classification APG II de 2003. Ici, ces plantes sont situées dans les Scrofulariacées.